# Tignes-Talsperre
Die Tignes-Talsperre (französisch „Barrage du Chevril“) ist eine Talsperre nahe bei dem Wintersportort Tignes in Frankreich im Département Savoie. Sie staut die Isère zum „Lac du Chevril“ auf, in dem 1952 das alte Dorf Tignes verschwand.
Die Talsperre hat eine rund 180 m hohe Bogenstaumauer als Absperrbauwerk. Zur Zeit ihrer Errichtung war sie die größte Bogenstaumauer Europas. Der Konstrukteur war André Coyne.
Zum Gedenken an das alte Dorf Tignes wurde 2003, zum fünfzigjährigen Jubiläum der Staumauer, ein Denkmal am Ufer des Lac du Chevril errichtet. Es zeigt eine über das Wasser schauende junge stolze Frau in traditioneller Kleidung. Die Statue stammt von Livio Benedetti und steht für „Semper Vivens“ (lateinisch für „immer lebendig“).
Auf der Staumauer befindet sich ein inzwischen weitgehend verblasstes, unter dem Namen Géant de Tignes bekanntes Fresko, das Herakles zeigt.